# Damien Touzé
Damien Fabien Touzé (Iville, 7 de julio de 1996) es un ciclista profesional francés. Desde 2025 corre para el equipo Cofidis.

## Palmarés
2018
- 1 etapa de la Ronde de l'Oise
- Kreiz Breizh Elites, más 1 etapa
- 1 etapa del Tour del Porvenir[2]

2019
- 3.º en el Campeonato de Francia en Ruta

2021
- 3.º en el Campeonato de Francia en Ruta

## Resultados en Grandes Vueltas
| Carrera | Carrera         | 2017 | 2018 | 2019  | 2020 | 2021 | 2022 | 2023 | 2024 | 2025 |
| ------- | --------------- | ---- | ---- | ----- | ---- | ---- | ---- | ---- | ---- | ---- |
|         | Giro de Italia  | —    | —    | —     | —    | —    | —    | —    | 69.º | —    |
|         | Tour de Francia | —    | —    | —     | —    | —    | —    | —    | —    | 94.º |
|         | Vuelta a España | —    | —    | 108.º | —    | 79.º | —    | Ab.  | —    | —    |

—: no participa

Ab.: abandono